# Роберт Уріх
Роберт Уріх (англ. Robert Urich; 19 грудня 1946—16 квітня 2002) — американський актор.

## Життєпис
Роберт Уріх народився 19 грудня 1946 в Торонто, штат Огайо. Батьки: Джон Пол і Сесілія Моніка. Мав русинські та словацькі коріння. Закінчив середню школу в Торонто, штат Огайо в 1964 році. Навчався в Університеті штату Флорида, грав в американський футбол, і був членом братства «Lambda Chi Alpha». У 1968 році, здобув ступінь бакалавра з радіо- і телекомунікацій. Продовжив навчання в Університеті штату Мічиган, у 1971 році здобув ступінь магістра в галузі дослідження бродкастінгу і менеджменту.

## Кар'єра
Працював продавцем у Чикаго на телеканалі WGN-TV, а потім метеорологом. У 1972 році, Роберт грав разом з Бертом Рейнольдсом у постановці п'єси «Продавець дощу». Актор, найбільш відомий ролями приватних сищиків у серіалах «Спенсер» (1985—1988) і «Вегас» (1978—1981). Також він був зіркою безлічі інших телесеріалів, таких як «S.W.A.T.» (1975—1976), «Soap» (1977—1981) І «The Lazarus Man» (1996).

## Особисте життя
З 1971 по 1974 рік був одружений з акторкою Барбарою Рукер. З 21 листопада 1975 року був одружений з Гізер Мензіс, народилося троє дітей.
Помер від раку 16 квітня 2002 року в місті Таузенд-Оукс, штат Каліфорнія.

## Фільмографія
| Рік       |    | Українська назва                    | Оригінальна назва                       | Роль                     |
| --------- | -- | ----------------------------------- | --------------------------------------- | ------------------------ |
| 1972      | с  | ФБР                                 | The F.B.I.                              | Дейві Страуд             |
| 1973      | с  | Боб і Керол і Тед і Еліс            | Bob & Carol & Ted & Alice               | Боб Сандерс              |
| 1973      | с  | Кунг-фу                             | Kung Fu                                 | Грег Данді               |
| 1973      | с  | Оуен Маршалл, радник адвокатів      | Owen Marshall, Counselor at Law         | Гевін Корд               |
| 1973      | с  | Доктор Маркус Велбі                 | Marcus Welby, M.D.                      | Майк Лоурі               |
| 1973      | ф  | Сила Магнума                        | Magnum Force                            | Граймс                   |
| 1975      | с  | Димок зі ствола                     | Gunsmoke                                | Маноло Етчахоун          |
| 1975—1976 | с  | Спецназ                             | S.W.A.T.                                | офіцер Джим Стріт        |
| 1977      | с  | Мило                                | Soap                                    | Пітер «Тенісист»         |
| 1977—1978 | с  | Табіта                              | Tabitha                                 | Пол Тарстон              |
| 1977—1978 | с  | Човен кохання                       | The Love Boat                           | різні ролі               |
| 1978      | с  | Ангели Чарлі                        | Charlie's Angels                        | Ден Тана                 |
| 1978—1981 | с  | Вегас                               | Vega$                                   | Ден Танна                |
| 1982      | ф  | Загроза зникнення видів             | Endangered Species                      | Рубен Касл               |
| 1983      | тф | Принцеса Дейзі                      | Princess Daisy                          | Патрік Шеннон            |
| 1984      | тф | Запрошення до пекла                 | Invitation to Hell                      | Метт Вінслоу             |
| 1984      | ф  | Крижані пірати                      | The Ice Pirates                         | Джейсон                  |
| 1984      | тф | Його господиня                      | His Mistress                            | Аллен Бек                |
| 1985      | тф | Скандальна хроніка                  | Scandal Sheet                           | Бен Ровен                |
| 1985      | ф  | Турок 182                           | Turk 182!                               | Террі Лінч               |
| 1985—1988 | с  | Спенсер                             | Spenser: For Hire                       | Спенсер                  |
| 1986      | с  | Діснейленд                          | Disneyland                              | Майкл Райлі              |
| 1988      | с  | Чірс                                | Cheers                                  | Роберт Уріх              |
| 1989      | тф | Самотній голуб                      | Lonesome Dove                           | Джек Спун                |
| 1989      | тф | Нічне вбивство                      | Murder by Night                         | Аллан Стронг             |
| 1990      | тф | Сліпа віра                          | Blind Faith                             | Роб Маршалл              |
| 1990      | с  | Керол і компанія                    | Carol & Company                         | містер Кармен / Боббі    |
| 1990—1991 | с  | Американський мрійник               | American Dreamer                        | Том Неш                  |
| 1992—1993 | с  | Перехрестя                          | Crossroads                              | Джонні Гоукінс           |
| 1993      | с  | Вечірня тінь                        | Evening Shade                           | Стів                     |
| 1993      | тф | Смертельні стосунки                 | Deadly Relations                        | Леонард Джей Фагот       |
| 1994      | тф | Любов незнайомця                    | A Perfect Stranger                      | Алекс Гейл               |
| 1995      | тф | Кінь для Денні                      | A Horse for Danny                       | Едді Фортуна             |
| 1996      | с  | Лазар                               | The Lazarus Man                         | Лазар (Джеймс Каткарт)   |
| 1997      | с  | Няня                                | The Nanny                               | суддя Джеррі Моран       |
| 1998      | с  | Корабель любові                     | Love Boat: The Next Wave                | капітан Джим Кеннеді III |
| 2002      | тф | Людина президента 2: Лінія на піску | The President's Man: A Line in the Sand | президент Адам Мейфілд   |
| 2002      | тф | Протистояння з вовчицею             | Night of the Wolf                       | Перлі Оуенс              |